# Гравиметрическая карта

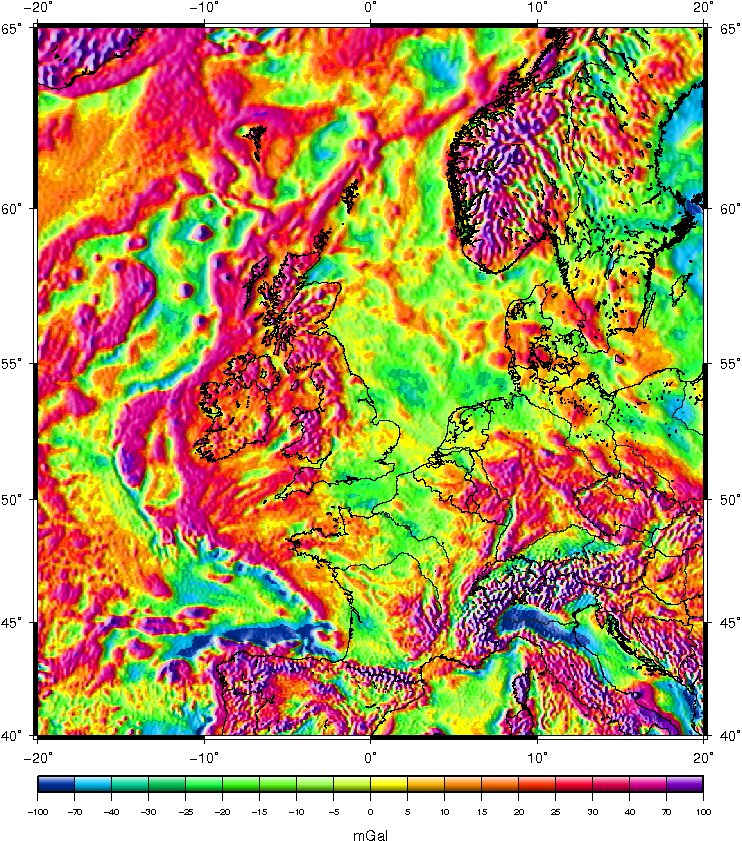
Гравиметрическая карта северо-западной Европы

Гравиметрическая карта — карта с географической или топографической основой, на которой отображены результаты вычисления аномалий силы тяжести. В точках, в которых были выполнены измерения силы тяжести, наносятся вычисленные, исходя из результатов измерений, значения аномалии силы тяжести. Между точками, подобно горизонталям на топографической карте, проводят изолинии, которые называются изоаномалами, то есть линии равных аномалий.
Для создания карт используют гравиметрические съёмки, то есть измерения значений ускорения свободного падения (силы тяжести) в различных пунктах. Однако на карты наносятся не сами измерения силы тяжести, а её аномалии, то есть разность, {\displaystyle g-\gamma }, между измеренным, {\displaystyle g} — и нормальным, {\displaystyle \gamma }, значениями силы тяжести. Для вычисления аномалии используют разные формулы распределения нормальной силы тяжести по широте, {\displaystyle B}, чаще всего формулу Гельмерта (1901—1909):
{\displaystyle \gamma _{1909}=978{,}030(1+0{,}005302\sin ^{2}B-0{,}000007\sin ^{2}2B),} (1)
формулу Кассиниса (1930):
{\displaystyle \gamma _{1930}=978{,}049(1+0{,}0052884\sin ^{2}B-0{,}0000059\sin ^{2}2B),} (2)
или международную формулу (1967):
{\displaystyle \gamma _{1967}=978{,}0318(1+0{,}0053024\sin ^{2}B-0{,}0000059\sin ^{2}2B).} (3)
В этих формулах ускорение силы тяжести выражено в Галах (=1 см/с2), но аномалия силы тяжести (разность между измеренным и нормальным значением) чаще выражается в миллиГалах.
Поскольку нормальная сила тяжести зависит от широты, для вычислении аномалии в пунктах измерения силы тяжести также необходима их точная привязка по координатам. Для известного значения широты вычисляют нормальную силу тяжести в пункте наблюдения и, вычитая её из измеренного значения силы тяжести, получают аномалию, которую и наносят на карту. Для удобства чтения гравиметрические карты раскрашивают в зависимости от интенсивности аномалий. Области положительных аномалий раскрашивают обычно в тёплые тона (жёлтый, красный, коричневый), а области отрицательных аномалий — в холодные (зелёный, голубой, синий).

### Масштабный ряд отечественных гравиметрических карт
Масштаб отчётной карты устанавливается в соответствии с табл. 1 для равнинных районов и табл. 2 для горных районов.
Таблица 1
| Масштаб отчётных карт и графиков | Сечение изоаномал, мГл | Среднеквадратическая погрешность определения аномалий силы тяжести в редукции Буге, мГл | Среднеквадратическая погрешность определения наблюденных значений силы тяжести, мГл | Полная погрешность интерполяции, мГл | Среднеквадратическая погрешность определения высот, м | Среднеквадратическая погрешность определения координат пунктовотносительно Государственной геодезической сети, м | Густота сети           | Густота сети                                             |
| Масштаб отчётных карт и графиков | Сечение изоаномал, мГл | Среднеквадратическая погрешность определения аномалий силы тяжести в редукции Буге, мГл | Среднеквадратическая погрешность определения наблюденных значений силы тяжести, мГл | Полная погрешность интерполяции, мГл | Среднеквадратическая погрешность определения высот, м | Среднеквадратическая погрешность определения координат пунктовотносительно Государственной геодезической сети, м | Число пунктов на 1 км2 | Расстояния между пунктами при наблюдениях по профилям, м |
| 1 : 1 000 000                    | 5                      | ±1,5                                                                                    | ±0,5                                                                                | ±2,0                                 | ±5,0                                                  | ±200 | 0,04 ‒ 0,10            | 2500 ‒ 5000                                              |
| 1 : 500 000                      | 5                      | ±1,5                                                                                    | ±0,5                                                                                | ±2,0                                 | ±5,0                                                  | ±200 | 0,04 ‒ 0,10            | 2500 ‒ 5000                                              |
| 1 : 200 000                      | 2                      | ±0,8                                                                                    | ±0,4                                                                                | ±1,0                                 | ±2,5                                                  | ±100 | 0,10 ‒ 0,25            | 1000 ‒ 2000                                              |
| 1 : 100 000                      | 1                      | ±0,4                                                                                    | ±0,3                                                                                | ±0,5                                 | ±1,2                                                  | ±80 | 0,25 ‒ 1,00            | 500 ‒ 1000                                               |
| 1 : 50 000                       | 0,50                   | ±0,20                                                                                   | ±0,15                                                                               | ±0,35                                | ±0,70                                                 | | 2 ‒ 30                 | 100 ‒ 500                                                |
|                                  | 0,25                   | ±0,10                                                                                   | ±0,07                                                                               | ±0,20                                | ±0,35                                                 | ±40 | 4 ‒ 50                 |                                                          |
| 1 : 25 000                       | 0,25                   | ±0,10                                                                                   | ±0,06                                                                               | ±0,20                                | ±0,35                                                 | ±20 | 12 ‒ 60                | 50 ‒ 250                                                 |
|                                  | 0,20                   | ±0,08                                                                                   | ±0,06                                                                               | ±0,15                                | ±0,25                                                 | | 16 ‒ 80                |                                                          |
| 1 : 10 000                       | 0,20                   | ±0,08                                                                                   | ±0,06                                                                               | ±0,15                                | ±0,20                                                 | ±4 | 20 ‒ 100               | 20 ‒ 100                                                 |
|                                  | 0,10                   | ±0,04                                                                                   | ±0,03                                                                               | ±0,07                                | ±0,10                                                 | | 25 ‒ 200               |                                                          |
| 1 : 5 000                        | 0,10                   | ±0,04                                                                                   | ±0,030                                                                              | ±0,07                                | ±0,10                                                 | ±2 | 50 ‒ 250               | 10 ‒ 50                                                  |
|                                  | 0,05                   | ±0,05                                                                                   | ±0,015                                                                              | ±0,03                                | ±0,05                                                 | | 100 ‒ 500              |                                                          |

Таблица 2
| Масштаб отчетных карт и графиков | Сечение изоаномал, мГл | Среднеквадрати-ческая погрешность определения аномалий силы тяжести в редукции Буге, мГл | Среднеквадрати-ческая погрешность определения наблюденных значений силы тяжести, мГл | Полная погрешность интерполяции, мГл | Среднеквадратическая погрешность определения высот, м | Среднеквадратическая погрешность определения координат пунктов относительно Государственной геодезической сети, м | Густота сети           | Густота сети                                             |
| Масштаб отчетных карт и графиков | Сечение изоаномал, мГл | Среднеквадрати-ческая погрешность определения аномалий силы тяжести в редукции Буге, мГл | Среднеквадрати-ческая погрешность определения наблюденных значений силы тяжести, мГл | Полная погрешность интерполяции, мГл | Среднеквадратическая погрешность определения высот, м | Среднеквадратическая погрешность определения координат пунктов относительно Государственной геодезической сети, м | Число пунктов на 1 км2 | Расстояния между пунктами при наблюдениях по профилям, м |
| 1 : 1 000 000                    | 5                      | ±2,0                                                                                     | ±0,5                                                                                 | ±3,0                                 | -                                                     | - | 0,04 ‒ 0,10            | 2500 ‒ 5000                                              |
| 1 : 500 000                      | 5                      | ±2,0                                                                                     | ±0,5                                                                                 | ±3,0                                 | -                                                     | - | 0,04 ‒ 0,10            | 2500 ‒ 5000                                              |
| 1 : 200 000                      | 2                      | ±1,0                                                                                     | ±0,40                                                                                | ±1,50                                | ±3,00                                                 | ±100 | 0,10 ‒ 0,25            | 1000 ‒ 2000                                              |
| 1 : 100 000                      | 1                      | ±0,5                                                                                     | ±0,25                                                                                | ±0,70                                | ±1,80                                                 | ±100 | 0,25 ‒ 1,0             | 500 ‒ 1000                                               |
| 1 : 50 000                       | 1                      | ±0,5                                                                                     | ±0,25                                                                                | ±0,70                                | ±1,60                                                 | ±50 | 1,0 ‒ 10,0             | 100 ‒ 500                                                |
|                                  | 0,5                    | ±0,25                                                                                    | ±0,12                                                                                | ±0,35                                | ±0,90                                                 | | 2 ‒ 30                 |                                                          |
| 1 : 25 000                       | 0,50                   | ±0,25                                                                                    | ±0,12                                                                                | ±0,35                                | ±0,90                                                 | ±25 | 4 ‒ 50                 | 50 ‒ 250                                                 |
|                                  | 0,25                   | ±0,12                                                                                    | ±0,06                                                                                | ±0,20                                | ±0,45                                                 | | 12 ‒ 60                |                                                          |
| 1 : 10 000                       | 0,20                   | ±0,10                                                                                    | ±0,06                                                                                | ±0,15                                | ±0,25                                                 | ±5 | 20 ‒ 100               | 20 ‒ 100                                                 |
| 1 : 5 000                        | 0,10                   | ±0,05                                                                                    | ±0,03                                                                                | ±0,07                                | ±0,12                                                 | ±2 | 50 ‒ 250               | 10 ‒ 50                                                  |

## Оценка точности гравиметрической карты
Для характеристики точности гравиметрических карт используют ошибки интерполяции. Ошибкой интерполяции называют среднее квадратическое значение разности интерполированного по карте изоаномал и измеренного значения аномалий силы тяжести. Ошибку интерполяции можно найти по формуле:
```

  

    

      

        
E

        
=

        

          

            

              

                
∑

                
(

                
Δ

                

                  
g

                  

                    
i

                    
n

                    
t

                  

                

                
−

                
Δ

                
g

                

                  
)

                  

                    
i

                  

                  

                    
2

                  

                

              

              
n

            

          

        

      

    

    
{\displaystyle E={\sqrt {\frac {\sum (\Delta g_{int}-\Delta g)_{i}^{2}}{n}}}}

  

 (4)
```

где {\displaystyle \Delta g} — измеренное и {\displaystyle \Delta g_{int}} — интерполированное значения аномалии в точке i, n — число точек. В разность интерполированного и измеренного значения аномалии входит также и погрешность измерения, поэтому ошибки Е называют полными ошибками интерполяции. Если из (4) исключить погрешность m измерения, получим чистую ошибку интерполяции:
```

  

    

      

        

          
E

          
′

        

        
=

        

          

            

              
E

              

                
2

              

            

            
−

            

              
m

              

                
2

              

            

          

        

      

    

    
{\displaystyle E'={\sqrt {E^{2}-m^{2}}}}

  

 (5)
```

Для вычисления ошибки интерполяции по формуле (4) используют измерения в контрольных точках. Оценку точности гравиметрической карты часто выполняют с помощью такого приема: разрежают искусственно гравиметрическую съёмку и составляют новую карту с использованием аномалий силы тяжести оставшихся пунктов. Затем по формуле (4) вычисляют ошибку интерполяции для новой карты. Такие вычисления повторяют для нескольких значений плотности съёмки. Результат вычислений наносят на график, по одной оси которого откладывают расстояния между гравиметрическими пунктами, по другой — соответствующие этим значениям ошибки интерполяции. Полученные точки соединяют плавной кривой.
Такой метод вычисления ошибки интерполяции сложен, поэтому вместо точной формулы (4) предложены эмпирические формулы. При детальной гравиметрической съёмке используется формула:
{\displaystyle E=kx} (6)
где х — расстояние между пунктами, k — коэффициент, зависящий от характера гравитационного поля. В равнинных районах коэффициент k равен 0,11 мГал/км в горных районах он может быть в 2 — 3 раза больше. Формулу (6) удобно использовать для расчёта плотности съёмки при заданной ошибке интерполяции.